# 高崎義幸
高崎 義幸（たかさき よしゆき、1934年 -2023年 ）は、日本の発酵学研究者。通商産業省工業技術院（現産業技術総合研究所）に在籍し、異性化糖の生産方法を確立したことで知られる。1967年に大阪府立大学より農学博士（乙第33号）を取得（博士論文タイトルは「細菌による糖の異性化反応に関する研究」）。宮崎大学名誉教授。

## 来歴
1934年生まれ。
イソメラーゼを土壌中から抽出した放線菌の一種を用いて効率的に精製する方法の発明が顕著な業績である。グルコースイソメラーゼは、グルコース（ブドウ糖）を果糖に転換する酵素であり、この酵素により生産されるブドウ糖と果糖の混合液は異性化糖と呼ばれている。ブドウ糖はデンプンの加水分解により大量に生産されるが、蔗糖に比べると甘みは少ない。一方、果糖は蔗糖よりも甘みが強いため、ブドウ糖を果糖に転換することにより、特に冷菓等で甘み材料として利用されている。グルコースイソメラーゼは、高崎らによる命名である。現在、異性化糖の生産に用いられているのは、高崎らの開発した方式である。
1965年にイソメラーゼ技術の工業化が発表されると、内外の企業から技術援助の申し込みがあり、日本国内においては参松工業に優先的な通常実施権を許諾した。参松工業は千葉工場で生産を開始し、相当量の生産実績を上げた。米国においては1966年からのオプション契約をへて再実施権付きの独占実施契約をコーンスターチの五大メーカーの一つであったスタンダード・ブランズと締結した。同社はFDAの審査の後に1969年から生産を本格化した。本契約は日本における国有特許の輸出第一号になったものである。
グルコースイソメラーゼに関する研究は、12ヶ国の外国出願を行い、アメリカ、イギリス、フランス、ベルギーから技術援助の申し込みがあり、技術導入にもっとも熱心で企業化能力が高いと思われたスタンダード・ブランズに技術援助契約が締結された。
1970年農芸化学奨励賞受賞。

## グルコースイソメラーゼ技術の実施に係る特許
- 高崎義幸、田辺修「グルコースイソメラーゼの製造法」特公昭41-7431（第484472号）
- 高崎義幸、田辺修、頼冨憲三郎「酵素法によるぶどう糖から異性化糖の製造法」特公昭44-16352（第566452号）
- 高崎義幸、上林明「グルコースイソメラーゼの固定化法」特公昭47-19030（第884401号）
- 高崎義幸「グルコースイソメラーゼの製法」特公昭49-37276（第775814号）